# Seri-Thai-Bewegung

Emblem der Seri-Thai-Bewegung.

Die Seri-Thai-Bewegung (Thai: ขบวนการเสรีไทย, RTGS: Khabuan Kan Seri Thai; übersetzt „Freie Thai“ oder „Freies Thailand“; englisch Free Thai Movement) war eine nationale Widerstandsbewegung gegen die faktische Besatzung Thailands durch japanische Streitkräfte während des Zweiten Weltkriegs und die Kollaboration der thailändischen Regierung mit diesen. Sie war ab 1943 aktiv.

## Struktur

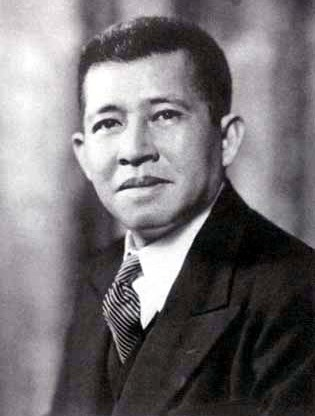
Pridi Phanomyong, Führungspersönlichkeit der Seri-Thai-Bewegung.

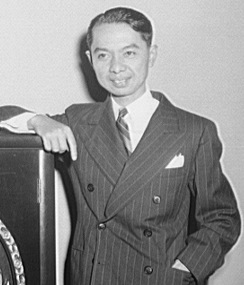
Seni Pramoj, Kopf der Bewegung in den USA.

Die Bewegung setzte sich aus zivilen und militärischen Funktionsträgern zusammen. Geführt wurde sie von dem liberalen Politiker und damaligen Kronregenten Pridi Phanomyong. Außerhalb von Thailand hatte die Bewegung auch Sektionen in den Vereinigten Staaten und Europa, insbesondere in England, wo vor allem thailändische Studenten die Ziele des Widerstands unterstützten. Dem amerikanischen Flügel der Organisation stand der damalige Botschafter in Washington und spätere Ministerpräsident Seni Pramoj vor. Sie hatte etwa 90 Mitglieder und arbeiteten eng mit dem US-Auslandsgeheimdienst Office of Strategic Services (OSS) zusammen. Nur wenige von ihnen wurden nach Thailand eingeschleust. Die englische Gruppe hatte 54 Mitglieder, von denen sich 37 der Britischen Armee anschlossen. Einige wenige darunter wurden als Fallschirmjäger ausgebildet und sprangen anschließend über Thailand ab.

## Widerstand
Die Seri-Thai-Bewegung lehnte den Kriegseintritt Thailands aufseiten der Japaner ab und wollte stattdessen mit den Alliierten zusammenarbeiten. Pridi, der als einer von drei Regentschaftsräten den minderjährigen König Ananda Mahidol vertrat, lehnte es ab, die Kriegserklärung an die USA mit zu unterzeichnen. Und Botschafter Seni weigerte sich, diese der US-Regierung zuzustellen, da sie seiner Auffassung nach nicht vom wahren Willen des thailändischen Volks gedeckt war und er sie ohne Pridis Signatur für ungültig hielt.
Bis Mitte 1944 gelang es der Seri-Thai-Bewegung, wichtige Positionen in Politik, Militär und Wirtschaft mit eigenen Leuten zu besetzen. Ministerpräsident Plaek Phibunsongkhram, der nach außen hin mit den Japanern zusammenarbeitete, duldete die Bewegung und lieferte sie nicht an die Japaner aus. Der thailändische Geheimdienstchef Adun Adundetcharat, der dem Seri-Thai-Netzwerk angehörte, kooperierte aktiv mit den Alliierten, insbesondere mit dem amerikanischen Geheimdienst OSS. In Thailand gefangen genommene OSS-Agenten lieferte Adun nicht an die Japaner aus, sondern nahm sie selbst in Gewahrsam und schützte sie so.

## Ende der Besatzung und Regierungsübernahme
Im Juli 1944 konnten die Seri-Thai-Kräfte Ministerpräsident Phibunsongkhram zum Rücktritt drängen und durch den ihnen nahestehenden Khuang Aphaiwong ersetzen. Unter ihm konnte die faktische Besatzung Thailands durch Japan beendet werden. Nach der Kapitulation Japans, wurde am 1. September 1945 Seri-Thai-Mitglied Thawi Bunyaket Übergangs-Ministerpräsident. Kurz darauf übernahm der aus Washington zurückgekehrte Seni Pramoj die Regierungsführung.